# 콘월 공국
콘월 공국은 570제곱킬로미터 이상의 토지이며, 그 절반은 데본에 있다.
전통적으로 콘월 공작은 영지에서 지대(地代)를 받을 권리를 지니며, 현재의 콘월 공작 찰스는 1973년에 론서스턴 성에서 지대로서 하얀 장갑 1켤레, 그레이하운드 1쌍, 1파운드의 후추와 쿠민, 금색 박차 1쌍, 실링 은화 100닢, 활, 창 및 땔감을 받았다. 공작은 공국의 수입으로 자기 공무를 꾸려나갈 권리를 가지며, 공작이 부재중일 때는 공국의 수입은 왕의 것이 된다.
콘월 공작은 이외에도 공국에 대해 몇 가지 권한이 있는데, 예를 들면 콘월 주 장관은 잉글랜드나 웨일스와 달리 국왕이 아니라 공작이 임명한다. 공국 내에서 유언 없이 죽은 사람의 유산, 상속인이 없는 토지, 발견된 매장물 및 콘월 지방의 해안에서 난파된 배는 공작의 것이 되나, 콘월 이외의 지방에서는 국왕의 것이 된다. 영국에서 잡힌 철갑상어는 국왕에게 (의례상) 진상하나, 콘월에서는 공작에게 진상한다.